# 0332

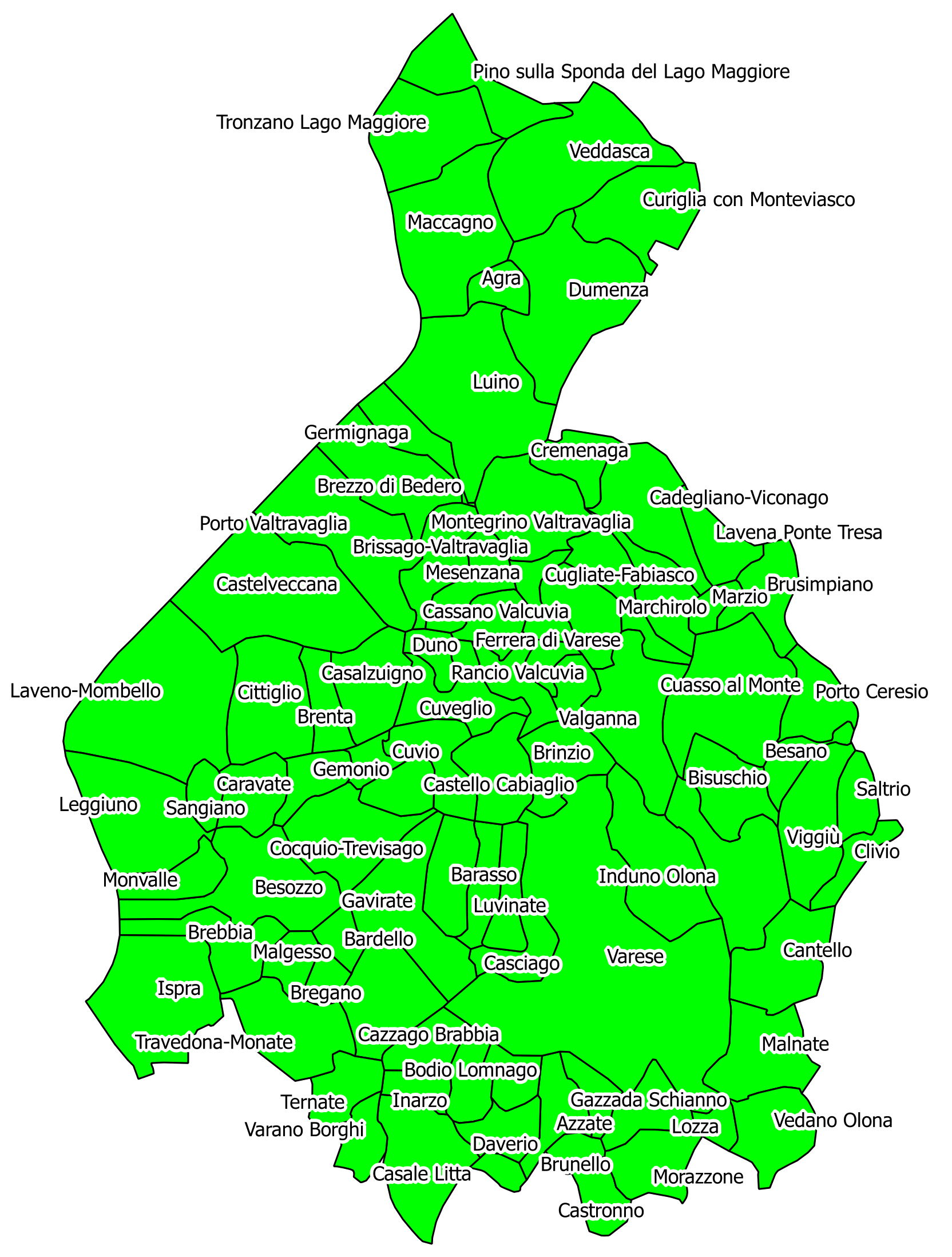
Comuni del distretto di Varese

0332 è il prefisso telefonico del distretto di Varese, appartenente al compartimento di Milano.
Il distretto comprende la parte settentrionale della provincia di Varese. Confina con la Svizzera a nord e a est e con i distretti di Como (031) a sud-est, di Busto Arsizio (0331) a sud, di Arona (0322) e di Baveno (0323) a ovest.

## Aree locali e comuni
Il distretto di Varese comprende 89 comuni compresi nelle 5 aree locali di Besozzo (ex settori di Besozzo, Bodio Lomnago e Gavirate), Cunardo (ex settori di Cunardo e Porto Ceresio), Laveno-Mombello, Luino e Varese. I comuni compresi nel distretto sono: Agra, Arcisate, Azzate, Azzio, Barasso, Bardello con Malgesso e Bregano, Bedero Valcuvia, Besano, Besozzo, Biandronno, Bisuschio, Bodio Lomnago, Brebbia, Brenta, Brezzo di Bedero, Brinzio, Brissago-Valtravaglia, Brunello, Brusimpiano, Buguggiate, Cadegliano Viconago, Cantello, Caravate, Casale Litta, Casalzuigno, Casciago, Cassano Valcuvia, Castello Cabiaglio, Castelveccana, Castronno, Cazzago Brabbia, Cittiglio, Clivio, Cocquio-Trevisago, Comerio, Cremenaga, Crosio della Valle, Cuasso al Monte, Cugliate-Fabiasco, Cunardo, Curiglia con Monteviasco, Cuveglio, Cuvio, Daverio, Dumenza, Duno, Ferrera di Varese, Galliate Lombardo, Gavirate, Gazzada Schianno, Gemonio, Germignaga, Grantola, Inarzo, Induno Olona, Ispra, Lavena Ponte Tresa, Laveno-Mombello, Leggiuno, Lozza, Luino, Luvinate, Maccagno con Pino e Veddasca, Malnate, Marchirolo, Marzio, Masciago Primo, Mesenzana, Montegrino Valtravaglia, Monvalle, Morazzone, Orino, Porto Ceresio, Porto Valtravaglia, Rancio Valcuvia, Saltrio, Sangiano, Ternate, Travedona Monate, Tronzano Lago Maggiore, Valganna, Varano Borghi, Varese, Vedano Olona e Viggiù.